# Franc Testen
Franc Testen (ur. 1948 w Lublanie) – słoweński prawnik, były sędzia Sądu Najwyższego i Sądu Konstytucyjnego. Jest pierwszą i jedyną osobą w historii niepodległej Słowenii, która pełniła zarówno funkcję Przewodniczącego Sądu Konstytucyjnego, jak i Prezesa Sądu Najwyższego.

## Życiorys
Franc Testen ukończył studia na Wydziale Prawa Uniwersytetu Lublańskiego. W 1992 roku został mianowany sędzią Sądu Najwyższego. Już w kolejnym roku, 25 maja 1993 roku powołano go na sędziego Sądu Konstytucyjnego. 25 kwietnia 1994 roku został wybrany na nowo utworzone stanowisko Zastępcy Przewodniczącego Sądu Konstytucyjnego, a 11 listopada 1998 roku Przewodniczącym Sądu Konstytucyjnego. 24 maja 2002 roku zakończył dziewięcioletnią kadencję sędziego Sądu Konstytucyjnego  i wrócił do Sądu Najwyższego, gdzie wszedł w skład izby gospodarczej. 27 lutego 2004 roku Zgromadzenie Państwowe wybrało go na stanowisko Prezesa Sądu Najwyższego. Nie ubiegał się o reelekcję i 27 lutego 2010 roku zakończył sprawowanie urzędu Prezesa Sądu Najwyższego.
Franc Testen był również arbitrem przy słoweńskiej izbie handlowej oraz członkiem Międzynarodowego Sądu Arbitrażowego przy Międzynarodowej Izbie Handlowej.
4 listopada 2014 roku został nagrodzony słoweńskim Medalem za całokształt pracy w dziedzinie wymiaru sprawiedliwości (Medalje za življensko delo na področju pravosodja). 